# John Armstrong (poète)
Pour les articles homonymes, voir John Armstrong et Armstrong.
John Armstrong (1709-1779) est un médecin et poète écossais.

## Biographie
Né à Castleton, près d'Édimbourg, il fut nommé en 1746 médecin de l'hôpital militaire de Buckingham, et en 1760 accompagna comme chirurgien l'armée d'Allemagne. Il mourut à dans un accident à Castleton.

## Ouvrages
Il a laissé quelques écrits sur la médecine, mais il est surtout connu comme littérateur. On lui doit :
- Essai pour abréger l'étude de la Médecine (1735), satire ingénieuse dirigée contre les empiriques ;
- L'Économie de l'amour (1737), poème ;
- L'Art de conserver la santé (1744), poème didactique ;
- Le Jour (1760) ;
- des Essais divers, publiés sous le nom de Lancelot Temple.